# Afrička ciklama
Afrička ciklama (lat. Cyclamen hederifolium subsp. africanum, sin. Cyclamen africanum) je vrsta biljke iz roda ciklama rasprostranjena na području sjevernog Alžira i Tunisa. Staništa su joj šikare i pukotine stijena. Dosta je slična napuljskoj ciklami, ali je slabije otporna na mraz od nje. Često se s tom vrstom križa.
Naraste oko 15 centimetara u visinu. Listovi su vrlo često veliki, pa ponekad dosegnu i do 10 centimetara promjera. Cvjetovi su sastavljeni od pet latica, blijedo do tamno ružičaste boje. Pojavljuju se u razdoblju između rujna i studenoga.

## Vanjske poveznice
|  | Zajednički poslužitelj ima još gradiva o temi Afrička ciklama |
|  | Wikivrste imaju podatke o taksonu Afrička ciklama             |